# Leonie Maier
Leonie Rebekka Maier (* 29. September 1992 in Stuttgart) ist eine ehemalige deutsche Fußballspielerin. Sie war in der deutschen Bundesliga und in der englischen Super League aktiv. Zudem spielte sie zehn Jahre lang für die Nationalmannschaft, mit der sie 2013 Europameisterin und 2016 Olympiasiegerin wurde.
Im Juni 2013 wurde sie als bis dahin jüngste Spielerin mit dem Tor des Monats ausgezeichnet.

## Karriere

### Vereine
Leonie Maier begann ihre Karriere im Alter von sieben Jahren beim TV Aldingen. Mit einer Sondergenehmigung des Württembergischen Fußballverbandes durfte sie bis zur B-Jugend der JSG Remseck in einer Jungenmannschaft spielen.
Im Januar 2009 wechselte Maier zum Zweitligisten VfL Sindelfingen. Nachdem sie in der Saison 2009/10 mit ihrer Mannschaft Tabellenzweiter hinter Bayer 04 Leverkusen wurde, wechselte Maier zum Bundesligisten SC 07 Bad Neuenahr. Ihr Bundesligadebüt gab sie am 15. August 2010 (1. Spieltag) beim 4:3-Sieg im Heimspiel gegen die SGS Essen; ihr erstes Bundesligator erzielte sie am 22. August 2010 (2. Spieltag) beim 3:0-Sieg im Auswärtsspiel gegen den Hamburger SV mit dem Treffer zum zwischenzeitlichen 1:0 in der 80. Minute. Für Bad Neuenahr wurde sie in 65 Bundesligaspielen, in neun Pokalspielen und fünfmal im Bundesliga-Cup eingesetzt.
Im Februar 2013 unterschrieb Maier beim FC Bayern München einen bis 30. Juni 2015 laufenden Vertrag. Ihr erstes Bundesligaspiel für den FC Bayern München bestritt sie am 7. September 2013 (1. Spieltag) beim 1:1 im Auswärtsspiel gegen den Deutschen Meister VfL Wolfsburg. Im Rückspiel am 26. Februar 2014 (12. Spieltag) erzielte sie beim 3:1-Sieg mit dem Treffer zum 1:1 in der 6. Minute, ihr erstes Tor für die Bayern. Am 11. März 2014 zog sich Maier während des Algarve-Cup 2014 beim Training mit der Nationalmannschaft einen Kreuzbandriss zu. Nach sieben Monaten gab sie zuerst in der zweiten Mannschaft des FC Bayern ihr Comeback, und am 9. November 2014 kam sie beim 4:1-Auswärtssieg gegen FF USV Jena erstmals wieder in der Bundesliga zum Einsatz. 2015 gewann sie mit den Münchnerinnen die deutsche Meisterschaft. Diese konnte 2016 verteidigt werden.
Zur Saison 2019/20 wurde sie vom englischen Erstligisten Arsenal Women FC verpflichtet. In der aufgrund der COVID-19-Pandemie vorzeitig beendeten Saison kam sie zu 13 Einsätzen in der Liga. In der UEFA Women’s Champions League 2019/20 wurde sie in je einem Sechzehntel- und Achtelfinalspiel vor der Corona-Pause eingesetzt. Das Viertelfinale nach der Pause gegen Paris Saint-Germain fand dann ohne sie statt und wurde mit 1:2 verloren. Zur Saison 2021/22 wurde sie vom Ligakonkurrenten FC Everton verpflichtet.
Zur Saison 2023/24 kehrte Maier in die Bundesliga zurück und unterschrieb bei der TSG 1899 Hoffenheim einen Vertrag bis 2025. Ihr letztes Punktspiel für die TSG 1899 Hoffenheim bestritt sie am 20. Mai 2024.
Am 20. August 2024 unterschrieb Maier beim VfB Stuttgart einen Einjahresvertrag. Im Sommer 2025 beendete sie ihre aktive Karriere.

### Nationalmannschaft
Leonie Maier durchlief von 2007 bis 2012 sämtliche Nachwuchsauswahlen des DFB. Ihr Debüt im Nationaltrikot gab sie 11. April 2007 für die U15-Nationalmannschaft im Freundschaftsspiel gegen die englische Auswahl, wobei ihr in der 42. Minute mit dem Treffer zum 1:0 sogleich das erste Tor gelang. Am. 30. Oktober 2007 bestritt sie ihre erste Partie für die U16-Mannschaft und gewann mit dieser Auswahlmannschaft 2008 den Nordic Cup.
Für die U17-Nationalmannschaft spielte sie erstmals am 16. September 2008 im Qualifikationsspiel zur Europameisterschaft 2009, das 11:0 gegen die Auswahl Serbiens gewonnen wurde. Sie nahm an der vom 28. Oktober bis 16. November 2008 in Neuseeland ausgetragenen U17-Weltmeisterschaft teil, erzielte im zweiten Gruppenspiel, beim 3:2-Sieg gegen die Auswahl Ghanas, mit dem Treffer zum zwischenzeitlichen 3:1 in der 69. Minute ihr einziges Turniertor. Sie bestritt alle sechs Turnierspiele, lediglich im Spiel um den dritten Platz wurde sie für Angelina Lübcke in der 89. Minute ausgewechselt. Ein Jahr später gewann sie die vom 22. bis 25. Juni in Nyon ausgetragene Europameisterschaft 2009 mit dem 7:0 im Finale gegen die Auswahl Spaniens.
Ihr Debüt für die U19-Nationalmannschaft gab Maier am 27. September 2009 in Hameln beim 1:0-Sieg im Test-Länderspiel gegen die Auswahl Schwedens, ihr einziges Tor für diese Auswahlmannschaft erzielte sie am 27. März 2010 beim 7:0-Sieg gegen die Auswahl Polens mit dem Treffer zum zwischenzeitlichen 4:0 in der 61. Minute. Sie nahm an der vom 20. Mai bis 11. Juni 2011 in Italien ausgetragenen U19-Europameisterschaft teil, bestritt alle fünf Turnierspiele und gewann mit der Mannschaft am 11. Juni in Imola den Europameistertitel mit dem 8:1-Erfolg im Finale gegen die Auswahl Norwegens.
Am 27. Oktober 2011 debütierte Maier in der U20-Nationalmannschaft, die in Bitburg mit 4:0 gegen die Auswahl Belgiens gewann. In den zwölf Länderspielen für diese Auswahlmannschaft erzielte Maier drei Tore, ihr erstes gelang ihr in ihrem zweiten Länderspiel, beim Vier-Nationen-Turnier in La Manga; am 9. Februar 2012 erzielte sie den 1:1-Ausgleich in der 83. Minute gegen die Auswahl Norwegens.
Vom 19. August bis 8. September 2012 nahm Maier an der U20-Weltmeisterschaft in Japan teil und erreichte mit der Auswahlmannschaft, die zuvor alle Spiele gewonnen hatte, das Finale, das gegen die Auswahl der Vereinigten Staaten in Tokio mit 0:1 verloren ging. Das Tor von Ohai war gleichzeitig der einzige Gegentreffer Deutschlands im ganzen Turnier.

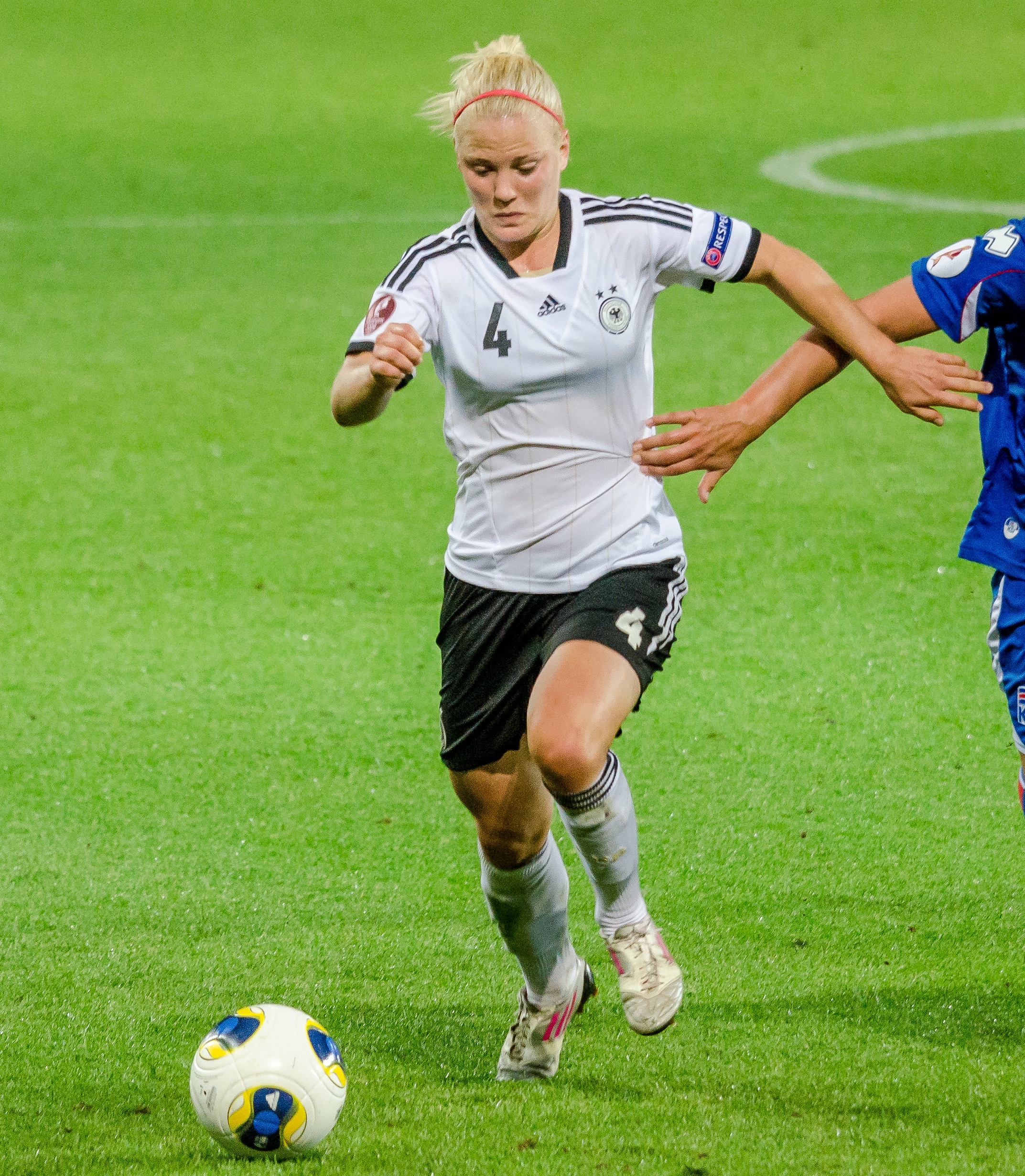
Leonie Maier bei der EM 2013

2012 erhielt sie nach einer Verletzung von Luisa Wensing die erste Nominierung zur A-Nationalmannschaft für das EM-Qualifikationsspiel gegen Spanien. Ihren ersten Einsatz hatte sie im Test-Länderspiel am 13. Februar 2013 in Straßburg beim 3:3-Unentschieden gegen Frankreich mit der Einwechslung für Anja Mittag in der 81. Minute. Mit ihrem ersten Länderspieltor entschied sie die Begegnung gegen die Auswahl Kanadas am 19. Juni 2013 in Paderborn. Ihr zweites Länderspieltor, das 1:0 beim 4:2-Sieg gegen Weltmeister Japan am 29. Juni 2013 wurde zum Tor des Monats Juni gewählt, wobei das Tor mehr Stimmen als die Tore von Neymar und Andrea Pirlo beim FIFA-Konföderationen-Pokal 2013 erhielt und womit sie zur bisher jüngsten Torschützin des Monats wurde.
Bei der vom 10. bis 28. Juli 2013 ausgetragenen Europameisterschaft in Schweden bestritt sie alle Turnierspiele und verpasste keine einzige Spielminute. Mit dem 1:0-Erfolg im Finale gegen die Auswahl Norwegens wurde sie am 28. Juli 2013 Europameisterin.
Am 11. März 2014 zog sie sich im Training während des Algarve-Cups einen Kreuzbandriss zu.
Am 24. Mai 2015 wurde Maier von Bundestrainerin Silvia Neid in den endgültigen Kader für die Weltmeisterschaft 2015 in Kanada berufen. Sie wurde in allen Gruppen- und Finalrundenspielen bis einschließlich Halbfinale als rechte Verteidigerin aufgestellt und lediglich im Spiel um Platz 3 nicht eingesetzt.
2016 wurde sie für das olympische Fußballturnier der Frauen in Brasilien in den Kader der Nationalmannschaft aufgenommen. Beim 2:1-Sieg im Finale gegen Schweden gewann sie die Goldmedaille. Dafür wurde sie gemeinsam mit ihrer Mannschaft am 1. November 2016 mit dem Silbernen Lorbeerblatt geehrt.
Im Viertelfinale des olympischen Fußballturniers in Rio gegen die chinesische Mannschaft foulte sie die Chinesin Wang Shouan und sah in der 83. Minute die Gelbe Karte. Der darauffolgende Elfmeter wurde nicht verwandelt. Das Spiel entschied die deutsche Mannschaft mit 1:0 für sich. Im Finale besiegte man das Team aus Schweden, damit wurde die Frauennationalmannschaft zum ersten Mal Olympiasieger.
Bei der Europameisterschaft 2017 in den Niederlanden schied Deutschland im Viertelfinale gegen Dänemark aus. Sie wurde aber nur in den Gruppenspielen gegen Schweden (0:0) und Italien (2:1) eingesetzt.
In der Qualifikation für die WM 2019 wurde sie in sieben Spielen eingesetzt. Für die WM 2019 wurde sie von der Bundestrainerin Martina Voss-Tecklenburg auch ins deutsche Team berufen. Bei der WM wurde sie aber nur im mit 1:2 gegen Schweden verlorenen Viertelfinalspiel zwei Minuten vor der Halbzeitpause für die verletzte Carolin Simon eingewechselt.
Am 7. Februar 2023 verkündete Maier nach 79 Länderspielen ihren Rücktritt aus der Nationalmannschaft.

## Erfolge
- Olympiasieger 2016
- Europameister 2013
- Algarve-Cup-Sieger 2014, 2020 (kampflos)
- Deutscher Meister 2015, 2016
- DFB-Pokal-Finalist 2018
- Dritter der U-17-Weltmeisterschaft 2008
- U17-Europameister 2009
- U19-Europameister 2011
- Finalist der U20-Weltmeisterschaft 2012

## Auszeichnungen
- Torschützin des Monats Juni 2013[3]
- Silbernes Lorbeerblatt November 2016[20]